# سپاهیوو
سپاهیوو (به بلغاری: Spahievo) یک منطقهٔ مسکونی در بلغارستان است که در Mineralni Bani واقع شده‌است.